# Moose Lake (Minnesota)
Pour les articles homonymes, voir Moose Lake.
Moose Lake est une ville américaine située dans le Comté de Carlton, dans le Minnesota. Selon le recensement de 2010, sa population est de 2 751 habitants.